# Ringporer

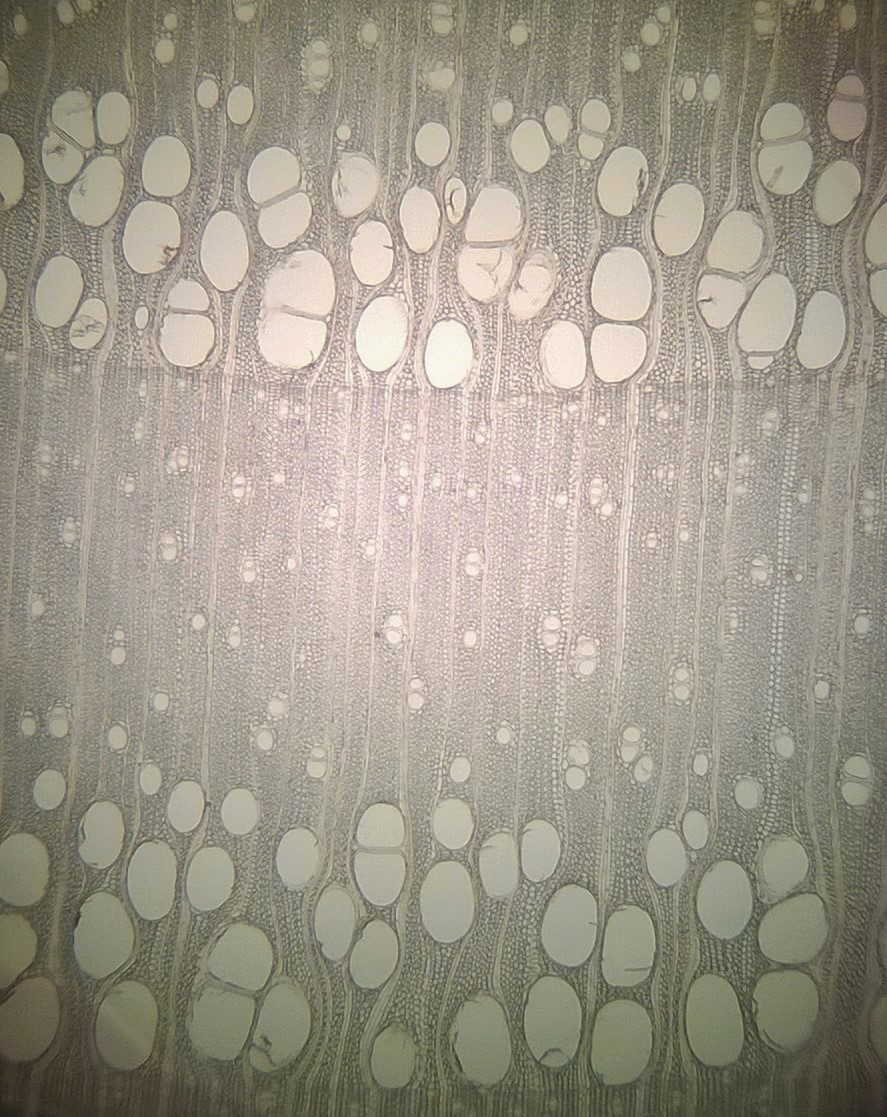
Holz von Fraxinus excelsior (Esche) Querschnitt bei 25-facher Vergrößerung, mit weitlumigen Frühholz- und englumigen Spätholzgefäßen

Ringporige Hölzer (Ringporer) sind Hölzer, bei denen im Frühjahr (Frühholz) weitlumige Gefäße (Tracheen) gebildet werden. Zu dieser Gruppe gehören fast sämtliche Kernholzbäume, wie beispielsweise Esche, Hickory, Ulme und Eiche. Diese Anordnung der leitenden Gefäße findet sich fast ausschließlich bei Arten der nördlichen gemäßigten Breiten, eine Ausnahme davon bildet Teak. Im Frühjahr erfolgt die Bildung der Gefäße rascher als bei zerstreutporigem Holz, der Wasserfluss ist somit etwa zehn Mal so hoch.